# Sweet Baby
«Sweet Baby» es una canción de la banda argentina Erreway, incluida en su álbum debut Señales, lanzado en 2002. Fue escrita por Cris Morena y Carlos Nilson, productores y creadores del álbum.
«Sweet Baby» ganó gran popularidad y fue el primer éxito de la banda en argentina, dando a conocer también a la banda. Es interpretada por los cuatro integrantes: Benjamín Rojas, Camila Bordonaba, Felipe Colombo y Luisana Lopilato. Alcanzó el puesto número #1 del MTV Argentina y Los 40 principales y fue uno de los Los 100 + Pedidos del 2002. además de todas las radios del país, y fue una de las canciones más exitosas en 2002 en argentina. 
La canción también se utilizó como banda sonora en la serie de televisión Rebelde Way, la canción fue compuesta por Mía Colucci (Luisana Lopilato).

## Video musical
El video musical de "Sweet Baby" fue lanzado en 2002 como parte de la promoción del álbum debut. Dirigido por Cris Morena, creadora de Rebelde Way, el videoclip presenta a los cuatro integrantes de la banda interpretando la canción en un entorno íntimo, con escenas que reflejan la estética juvenil y emocional característica de la canción.

## Listas
| Lista (2002)       | Mejor posición |
| ------------------ | -------------- |
| FM Hit 105.5       | 1              |
| Los 40 Principales | 1              |
| MTV Argentina      | 1              |